# Luci Corneli Cinna (cònsol 32 aC)
Luci Corneli Cinna (en llatí: Lucius Cornelius L. f. L. n. Cinna) va ser cònsol sufecte de la República Romana l'any 32 aC, juntament amb Marc Valeri Messala.
Probablement era net de Luci Corneli Cinna i fill del pretor de l'any 44 aC també anomenat Luci Corneli Cinna, que va aprovar l'assassinat de Juli Cèsar.
Va ser qüestor de Publi Corneli Dolabel·la, i a finals de l'any 44 aC, a Tessàlia, en un enfrontament amb Marc Juni Brut va perdre la cavalleria que havia de portar a Dolabel·la, desplaçat a Àsia. També va ser cònsol sufecte l'any 32 aC, substituint a Gneu Domici Ahenobarb, que havia abandonat Roma per unir-se a Marc Antoni a Efes.